# Nanacamilpa de Mariano Arista
Nanacamilpa de Mariano Arista är en kommun i Mexiko.   Den ligger i delstaten Tlaxcala, i den sydöstra delen av landet, 60 km öster om huvudstaden Mexico City. Antalet invånare är 16 640. Arean är 98 kvadratkilometer.
Terrängen i Nanacamilpa de Mariano Arista är kuperad åt sydväst, men åt nordost är den platt.
Följande samhällen finns i Nanacamilpa de Mariano Arista:
- Ciudad de Nanacamilpa
- Domingo Arenas